# Mezihoří
Mezihoří – gmina w Czechach, w powiecie Klatovy, w kraju pilzneńskim.
1 stycznia 2017 gminę zamieszkiwało 63 osoby, a ich średni wiek wynosił 43,0 roku.